# Peter Thol
Peter Thol (* 22. Januar 1955 in Cottbus) ist ein deutscher Maler.

## Leben
Peter Thol wuchs in Gelsenkirchen auf. Von 1979 bis 1986 studierte er Malerei an der Staatlichen Kunstakademie Düsseldorf bei Norbert Tadeusz und war Meisterschüler von Gotthard Graubner. 1983 erhielt er den Förderpreis der Akademie und 1985 das Reisestipendium der Akademie. Während dieser Zeit lebte er in Düsseldorf.
1998 wechselte er den Wohnort. Seitdem lebt er mit der Künstlerin Renate Wolff in Berlin und Dessow. Die Ansichten der Hauptstadt und die umliegenden Kulturlandschaften Brandenburgs bilden den Ausgangspunkt vieler seiner Bilder.
Seine Arbeit als freier Künstler wurde 1997 mit einem Stipendium der Stiftung Kunst und Kultur NRW und 2013 durch die Stiftung Kunstfonds gefördert.

## Werk
Peter Thol malt fast ausschließlich mit Ölfarben, das betrifft deren Anwendung auf Leinwand als auch auf Papier. Zwei Themen finden sich in allen seinen Arbeiten: Zum einen das Unspektakuläre, Alltägliche, das von Thol in seinen zeitgenössischen Facetten wiedergegeben und interpretiert wird. Zum anderen die Malerei selbst, was bedeutet, dass Thol trotz der vordergründig figurativen Malweise bei jedem seiner Bilder herausarbeitet, wie es aus Farbe erst erzeugt wurde. Man erkennt das an kleinen Übermalungen, durch welche die figurativen Strukturen gestört werden und an der Motivwahl, wobei Thol solche Motive bevorzugt, die von sich aus bereits eine abstrakte Qualität besitzen, wie die Erdkrume eines Ackers, die dann fast bildfüllend gemalt wird.
Neben Stadtlandschaften, dazu gehören Straßenzüge oder ein nächtlicher S-Bahnhof, findet man Kulturlandschaften, wie Äcker und Wiesen, in seinem Werk. Zu beiden lassen sich die häufig dargestellten Straßen, darunter sind Autobahnen als auch Landstraßen, zählen. Die Landschaftsbilder erreichen bis zu drei Meter Kantenlänge. Daneben malt Thol Stillleben. Auf diesen oft kleinformatigen Bildern sind Dinge des zeitgenössischen Alltags abgebildet wie Einkaufstaschen, Flaschen, eine Tablettenpackung, Telefonbücher aber auch zeitlose Dinge wie aufgeschnittene Brötchen und angebissene Äpfel. Zu einer frühen Werkphase gehört eine Porträtserie.

## Ausstellungen (Auswahl)

### Einzelausstellungen
- 2016: „umhin“, Galerie Wittenbrink, München
- 2011/2012: „Das Maß der Dinge“, Galerie Wittenbrink, München
- 2000: „Stilleben“, Heinz-Martin Weigand Galerie, Karlsruhe
- 1999: „Essen – Trinken“, Galerie Ralf Radtke, Krefeld
- 1998: „Alle Tage“, Kunstverein Unna
- 1997: „Bilder 1995–97“, Kunstverein Lingen, Kunsthalle Lingen (Ems)
- 1995: Galerie Espacio Minimo, Murcia, Spanien
- 1994: Galerie Tabea Langenkamp, Düsseldorf

### Gruppenausstellungen
- 2012–2015: „Alptraum (Nightmare)“, Visual Arts Centre – Galerie McClure, Montreal, QC; Salon de Lirio, Velim, Salcete; Maribor Art Gallery, Maribor; Artspace RheinMain, Offenbach; Metropolitan Museum of Manila, Manila u. a.
- 2013: „drinnen binnen buiten draussen“, Galerie Roy, Zülpich; Kersgallery, Amsterdam
- 2000: „True Illusions“, Galerie Bergman, Göteborg, Schweden
- 1998: „Michael van Ofen, Peter Thol, René Wirths“, Shift e.V., Kunstverein, Berlin
- 1996: „Pittura – Castello di Rivara“, Centro d’arte contemporane, Rivara, Torino, Italien
- 1995: „Das Abenteuer der Malerei“, Kunstverein für die Rheinlande und Westfalen, Düsseldorf; Kunstverein Stuttgart
- 1986: „Düsseldorf/Maastricht – Maastricht/Düsseldorf“, Akademiegalerien
- 1983: Kunsthalle Recklinghausen